# Avertér!
Avertér! er en amerikansk stumfilm fra 1919 af Donald Crisp.

## Medvirkende
- Bryant Washburn som Rodney Martin
- Lois Wilson som Mary Grayson
- Frank Currier som Cyrus Martin
- Walter Hiers som Ambrose Peale
- Julia Faye